# 日光円蔵
日光円蔵（にっこうのえんぞう、享和元年（1801年） - 天保13年（1842年））は、江戸時代後期の博徒。

## 生涯
元は下野国板橋宿の晃圓という名の僧であったが、のち上野国の博徒・国定忠治の子分となり、日光円蔵と称する。「その性機敏にして頓才に秀れ」ていたため、忠治の軍師・参謀と言われる存在となる。
天保13年、捕縛される。その後、刑死とも牢死したともいわれる。享年42。